# SN 2008gp
SN 2008gp – supernowa typu Ia odkryta 27 października 2008 roku w galaktyce M+00-09-74. W momencie odkrycia miała maksymalną jasność 18,40m.